# Кедровий (Челябінська область)
Кедровий (рос. Кедровый) — селище у Нязепетровському районі Челябінської області Російської Федерації.
Входить до складу муніципального утворення Кургинське сільське поселення. Населення становить 55 осіб (2010).

## Історія
Населений пункт розташований на історичних землях башкирів. Від 1923 року належить до Нязепетровського району Челябінської області.
Згідно із законом від 13 вересня 2004 року органом місцевого самоврядування є Кургинське сільське поселення.

## Населення
| 2010 |
| ---- |
| 55   |